# Reset (manga)
Reset (リセット?, Reseto) è un manga seinen scritto e illustrato da Tetsuya Tsutsui, serializzato dal 2004 al 2005 prima su Gangan YG e poi su Young Gangan. È stato poi pubblicato in un unico volume.

## Trama
Un ragazzo vede apparire improvvisamente nel cielo un'inquietante scritta: «La vostra vita è un fallimento. Premete reset!», quindi si uccide. In pochi giorni, altri suicidi vengono commessi. Shunsuke Kitajima, un giovane hacker che lavora per il governo, viene incaricato di dare un perché a queste strane morti e scopre un gioco on-line chiamato Dystopia. 
Con l'aiuto di Nohara Hitomishi, una giovane ragazza che ha perso da poco il marito, suicidatosi misteriosamente dopo aver partecipato al gioco, Shunsuke scopre i segreti inquietanti del gioco, che sembra troppo reale, e l'uomo che vi è dietro.

## Personaggi
- Shunsuke Kitajima: è un giovane hacker al servizio del governo giapponese. Lavora per la signora Tatsumi. Con l'aiuto di Nohara Hitomishi, Shunsuke scoprirà l'inquietante mondo di Dystopia e sconfiggerà Hiroki Yano, il creatore del gioco. Shunsuke appare brevemente anche in un altro manga di Tetsuya Tsutsui: Manhole.
- Nohara Hitomishi: è una giovane ragazza che ha perso il marito, suicidatosi dopo aver giocato a Dystopia. Aiuta Shunsuke a scoprire il gioco, iscrivendosi e partecipandovi.
- Noriko Tatsumi: è il superiore di Shunsuke. Lo rimprovera sempre bonariamente e gli affida i casi più difficili, conscia della sua bravura. Come Shunsuke, anche questo personaggio appare brevemente in Manhole.
- Hiroki Yano: è il creatore di Dystopia. Ha gran parte del corpo ustionato, dopo che un incendio distrusse la sua abitazione. Sua madre è la custode di un appartamento e addetta alla manutenzione dei server. Grazie a questo, Hiroki ha potuto creare Dystopia, con l'intento di vendicarsi delle persone che appiccarono l'incendio.
- Masako Yano: è la madre di Hiroki e la custode dell'appartamento in cui è stato creato Dystopia. Dopo essersi opposta a un progetto edilizio del governo, la sua abitazione venne distrutta da un incendio e il figlio rimase gravemente ustionato. Successivamente alla donna fu affidato il ruolo di custode dello stabile.

## Storia editoriale
Il manga, scritto e illustrato da Tetsuya Tsutsui, a cominciato la sua serializzazione su Gangan YG il 30 gennaio 2004, uscendo su base trimestrale fino alla chiusura della rivista, edita da  Square Enix, il 3 dicembre dello stesso anno. Si è poi trasferito sul bimensile Young Gangan, dove si è concluso il 30 marzo 2005. I capitoli sono stati raccolti in un volume tankōbon pubblicato il 25 maggio 2005. La periodicità irregolare della pubblicazione ha fatto sì che un semplice one-shot come Reset impiegasse quasi un anno e mezzo a terminare, arrivando ad essere contemporaneo di quella che doveva essere la prima opera non one-shot del mangaka, Manhole, serializzato anch'esso su Young Gangan dal dicembre 2004.
In Italia la serie è stata pubblicata in un unico volume da Edizioni BD sotto l'etichetta J-Pop il 12 luglio 2007.